# Zeaxantin
Zeaxantin (též zeaxantol) je xantofyl (tedy karotenoid), běžný například v obilí, ovoci, zelenině (zelí, paprika), semenech (např. v obilkách kukuřice) a vaječném žloutku. V těle se koncentruje například v očích (na žluté skvrně) a mozku a je významným antioxidantem. V průduchu rostlin má funkci receptoru, který reaguje na množství dopadajícího světla a reguluje velikost průduchové štěrbiny.
Dostatečný příjem zeaxantinu v potravě má pravděpodobně pozitivní efekt na zrak, jelikož zabraňuje degeneraci sítnice. Byly vyvinuty geneticky modifikované brambory, obsahující zvýšené množství zeaxantinu.
Zeaxantin je jednou ze složek xantofylového cyklu.